# Oninia senglaubi
Oninia senglaubi é uma espécie de anfíbio anuro da família Microhylidae. Está presente na Papua Nova Guiné. A UICN classificou-a como pouco preocupante.

## Ambiente Nativo
É nativo às montanhas Fakfak, na peninsula de Onin, na Nova Guiné Ocidental